# Oscarverleihung 1931
Übersicht aller ausgezeichneten Filme

1929 | 1930 | Oscarverleihung 1931 | 1932 | 1934 | 1935 | ► | ►►

Weitere Ereignisse
Die Oscarverleihung 1931 fand am 10. November 1931 im Los Angeles Biltmore Hotel in Los Angeles statt. Es waren die 4th Annual Academy Awards. Ausgezeichnet wurden Filme aus der Zeit zwischen dem 1. August 1930 und dem 31. Juli 1931.
| Film                        | N | A |
| --------------------------- | - | - |
| Pioniere des wilden Westens | 7 | 3 |
| Marokko                     | 4 | 0 |
| Skippy                      | 4 | 1 |
| The Front Page              | 3 | 0 |
| Der Mut zum Glück           | 3 | 1 |
| Holiday                     | 2 | 0 |
| Svengali                    | 2 | 0 |

## Moderation
Der Schauspieler Lawrence Grant führte durch die Verleihung.

## Gewinner und Nominierte

### Bester Film
Pioniere des wilden Westens (Cimarron) – RKO Radio
East Lynne – Fox
The Front Page – The Caddo Company
Skippy – Paramount Publix
Trader Horn – Metro-Goldwyn-Mayer

### Bester Hauptdarsteller
Lionel Barrymore – Der Mut zum Glück (A Free Soul)
Jackie Cooper – Skippy
Richard Dix – Pioniere des wilden Westens (Cimarron)
Fredric March – The Royal Family of Broadway
Adolphe Menjou – The Front Page

### Beste Hauptdarstellerin
Marie Dressler – Die fremde Mutter (Min and Bill)
Marlene Dietrich – Marokko (Morocco)
Irene Dunne – Pioniere des wilden Westens (Cimarron)
Ann Harding – Holiday
Norma Shearer – Der Mut zum Glück (A Free Soul)

### Beste Regie
Norman Taurog – Skippy
Clarence Brown – Der Mut zum Glück (A Free Soul)
Lewis Milestone – The Front Page
Wesley Ruggles – Pioniere des wilden Westens (Cimarron)
Josef von Sternberg – Marokko (Morocco)

### Bestes adaptiertes Drehbuch
Howard Estabrook – Pioniere des wilden Westens (Cimarron)
Francis Edward Faragoh, Robert N. Lee – Der kleine Cäsar (Little Caesar)
Horace Jackson – Holiday
Joseph L. Mankiewicz, Sam Mintz – Skippy
Seton I. Miller, Fred Niblo Jr. – Das Strafgesetzbuch (The Criminal Code)

### Beste Originalgeschichte
John Monk Saunders – Start in die Dämmerung (The Dawn Patrol)
John Bright und Kubec Glasmon – Der öffentliche Feind (The Public Enemy)
Rowland Brown – The Doorway to Hell
Harry d’Abbadie d’Arrast, Douglas Doty, Donald Ogden Stewart – Laughter
Lucien Hubbard, Joseph Jackson – Leichtes Geld (Smart Money)

### Beste Kamera
Floyd Crosby – Tabu (Tabu: A Story of the South Seas)
Edward Cronjager – Pioniere des wilden Westens (Cimarron)
Lee Garmes – Marokko (Morocco)
Charles Lang – The Right to Love
Barney McGill – Svengali

### Bestes Szenenbild
Max Rée – Pioniere des wilden Westens (Cimarron)
Richard Day – Whoopee!
Hans Dreier – Marokko (Morocco)
Stephen Goosson, Ralph Hammeras – Just Imagine
Anton Grot – Svengali

### Bester Ton
Paramount Publix Studio Sound Department – Gesamtleistung 
Metro-Goldwyn-Mayer Studio Sound Department – Gesamtleistung
RKO Radio Studio Sound Department – Gesamtleistung
Samuel Goldwyn – United Artists Studio Sound Department – Gesamtleistung

## Besondere Auszeichnungen
| Academy Award of Merit                 | Electrical Research Products Inc., RCA-Photophone Inc. und RKO Radio Pictures Inc. for noise reduction recording equipment |
| Academy Award of Merit                 | DuPont Film Manufacturing Corp. und Eastman Kodak Company for super-sensitive panchromatic film.                           |
| Preis für Wissenschaft und Entwicklung | Fox Film Corp. for effective use of synchro-projection composite photography                                               |
| Preis für Technische Verdienste        | Electrical Research Products Inc. for moving coil microphone transmitters                                                  |
| Preis für Technische Verdienste        | RKO Radio Pictures Inc. for reflex type microphone concentrators                                                           |
| Preis für Technische Verdienste        | RCA-Photophone Inc. for ribbon microphone transmitters                                                                     |